# Søløven-klass

Alla danska torpedbåtar bar samma vapen; En silverfärgad torped på en blå sköld.

Søløven-klass var en klass danska torpedbåtar byggda på 1960-talet.
Fartygen var konstruerade av Vosper & Company och hade stora likheter med den brittiska Brave-klassen. Den största skillnaden var att Søløven-klassen hade självbärande skrov utan spant medan Brave-klassen var byggda av mahogny på aluminiumspant. De två första fartygen i klassen, Søløven och Søridderen byggdes på Vospers varv i Portchester medan resterande fartyg byggdes av Orlogsværftet i Köpenhamn. Fartygen var i tjänst fram till 1990 då de ersattes av patrullbåtarna i Flyvefisken-klass. De avrustade fartygen såldes utom Søbjørnen som behölls som museifartyg.

## Fartyg i klassen
| Namn       | Bognummer | Varv          | Kölsträckt       | Sjösatt         | Tagen i tjänst   | Avrustad     | Öde                               |
| ---------- | --------- | ------------- | ---------------- | --------------- | ---------------- | ------------ | --------------------------------- |
| Søløven    | P510      | Vosper        | 27 augusti 1962  | 19 april 1963   | 15 februari 1965 | 15 juli 1990 | Såld till Grekland 1993           |
| Søridderen | P511      | Vosper        | 4 oktober 1962   | 22 augusti 1963 | 15 februari 1965 | 15 juli 1990 | Såld till Grekland 1993           |
| Søbjørnen  | P512      | Orlogsværftet | 9 juli 1963      | 19 augusti 1964 | 20 oktober 1965  | 5 juli 1990  | Bevarad som museifartyg i Aalborg |
| Søhesten   | P513      | Orlogsværftet | 5 september 1965 | 31 mars 1965    | 21 juli 1966     | 5 juli 1990  | Såld till Antwerpen, Belgien      |
| Søhunden   | P514      | Orlogsværftet | 18 augusti 1964  | 12 januari 1966 | 20 december 1966 | 5 juli 1990  | Såld till Antwerpen, Belgien      |
| Søulven    | P515      | Orlogsværftet | 30 mars 1965     | 27 april 1966   | 17 maj 1967      | 5 juli 1990  | Såld till Stockholm, Sverige      |